# Ernst Boesch-Preis für Kulturpsychologie
Der Ernst E. Boesch-Preis für Verdienste um die Förderung und Verbreitung der wissenschaftlichen Kulturpsychologie (Kurzform Ernst Boesch-Preis für Kulturpsychologie) erinnert an den 2014 verstorbenen Kulturpsychologen  Ernst Eduard Boesch und wurde seit 2015 im zweijährigen Turnus von der Gesellschaft für Kulturpsychologie, seit dem Jahr 2019 gemeinsam mit dem Hans Kilian und Lotte Köhler Centrum (KKC) für sozial- und kulturwissenschaftliche Psychologie vergeben.
Der Preis richtet sich an herausragende  Wissenschaftler, die zur Profilierung und Verbreitung der Kulturpsychologie beigetragen haben und wird in zwei Kategorien (Haupt- und Nachwuchspreis) vergeben.

## Preisträger
- 2015 Jürgen Straub (Hauptpreis)
- 2017 Lutz E. Eckensberger (Hauptpreis), Sarah Demmrich (Nachwuchspreis)
- 2019 Patricia M. Greenfield (Hauptpreis), Regina Arant (Nachwuchspreis)
- 2021 Jens Brockmeier (Hauptpreis), Rainer Edelbrock (Nachwuchspreis)
- 2023 Meike Watzlawik (Hauptpreis), Kriti Gupta (Nachwuchspreis)